# كأس آسيا 1956
كأس آسيا 1956 هي أول بطولة آسيوية تقام كل أربع سنوات وينظمها الاتحاد الآسيوي لكرة القدم. أقيمت البطولة النهائية في هونغ كونغ في الفترة من 1 سبتمبر إلى 15 سبتمبر 1956، وفازت باللقب كوريا الجنوبية.

## الملاعب
| هونغ كونغ    |
| ------------ |
| ملعب الحكومة |
| سعة: 28,000  |
|              |

## التصفيات
المنتخبات المتأهلة (طالع أيضًا: تصفيات كأس آسيا 1956 [الإنجليزية])
- هونغ كونغ (كمستضيفة)
- فيتنام الجنوبية (فائزة المنطقة الوسطى)
- كوريا الجنوبية (فائزة المنطقة الشرقية)
- إسرائيل (فائزة المنطقة الغربية)

## النتائج
جميع الأوقات حسب توقيت هونغ كونغ (ت ع م+8)
| فريق            | لعب | ف | ت | خ | له | عليه | ف.أ | نقاط |
| --------------- | --- | - | - | - | -- | ---- | --- | ---- |
| كوريا الجنوبية  | 3   | 2 | 1 | 0 | 9  | 6    | +3  | 5    |
| إسرائيل         | 3   | 2 | 0 | 1 | 6  | 5    | +1  | 4    |
| هونغ كونغ       | 3   | 0 | 2 | 1 | 6  | 7    | −1  | 2    |
| فيتنام الجنوبية | 3   | 0 | 1 | 2 | 6  | 9    | −3  | 1    |

| هونغ كونغ           | 2–3 | إسرائيل                      |
| ------------------- | --- | ---------------------------- |
| أو تشي يين 12'، 66' |     | غلازر 37'، 76' · ستيلماخ 69' |

| كوريا الجنوبية                        | 2–2 | هونغ كونغ                         |
| ------------------------------------- | --- | --------------------------------- |
| كيم جي-سونغ 45' · تشوي كوانغ-سيوك 62' |     | تانغ يي كيت 10' · كو بو كيونغ 39' |

| إسرائيل     | 1–2 | كوريا الجنوبية                      |
| ----------- | --- | ----------------------------------- |
| ستيلماخ 71' |     | وو سانغ-كوون 52' · سونغ ناك-وون 64' |

| فيتنام الجنوبية                    | 2–2 | هونغ كونغ                                  |
| ---------------------------------- | --- | ------------------------------------------ |
| تران فان تونغ 30' · لي هوو دوك 64' |     | تشو وينغ واه 59' (ركلة.) · لاو تشي لام 79' |

| إسرائيل          | 2–1 | فيتنام الجنوبية   |
| ---------------- | --- | ----------------- |
| ستيلماخ 14'، 27' |     | تران فان تونغ 58' |

| كوريا الجنوبية                                                            | 5–3 | فيتنام الجنوبية                        |
| ------------------------------------------------------------------------- | --- | -------------------------------------- |
| سونغ ناك-وون 5' · وو سانغ-كوون 41' (ركلة.)، 58' · تشوي تشونغ-مين 57'، 66' |     | تراي فان داو 20' · لي هوو دوك 51'، 63' |

## الفائز
| بطل كأس آسيا 1956            |
| ---------------------------- |
| · كوريا الجنوبية · للمرة أول |

## الهدافين
| 4 أهداف - ناحوم ستيلماخ 3 أهداف - وو سانغ-كوون - لي هوو دوك هدفين - أو تشي يين - يهوشوا غلازر - تشوي تشونغ-مين - سونغ ناك-وون | هدفين (تابع) - تران فان تونغ هدف - تشو وينغ واه - كو بو كيونغ - لاو تشي لام - تانغ يي كيت - تشوي كوانغ-سيوك - كيم جي-سونغ - تراي فان داو |